# Eduard Scotland

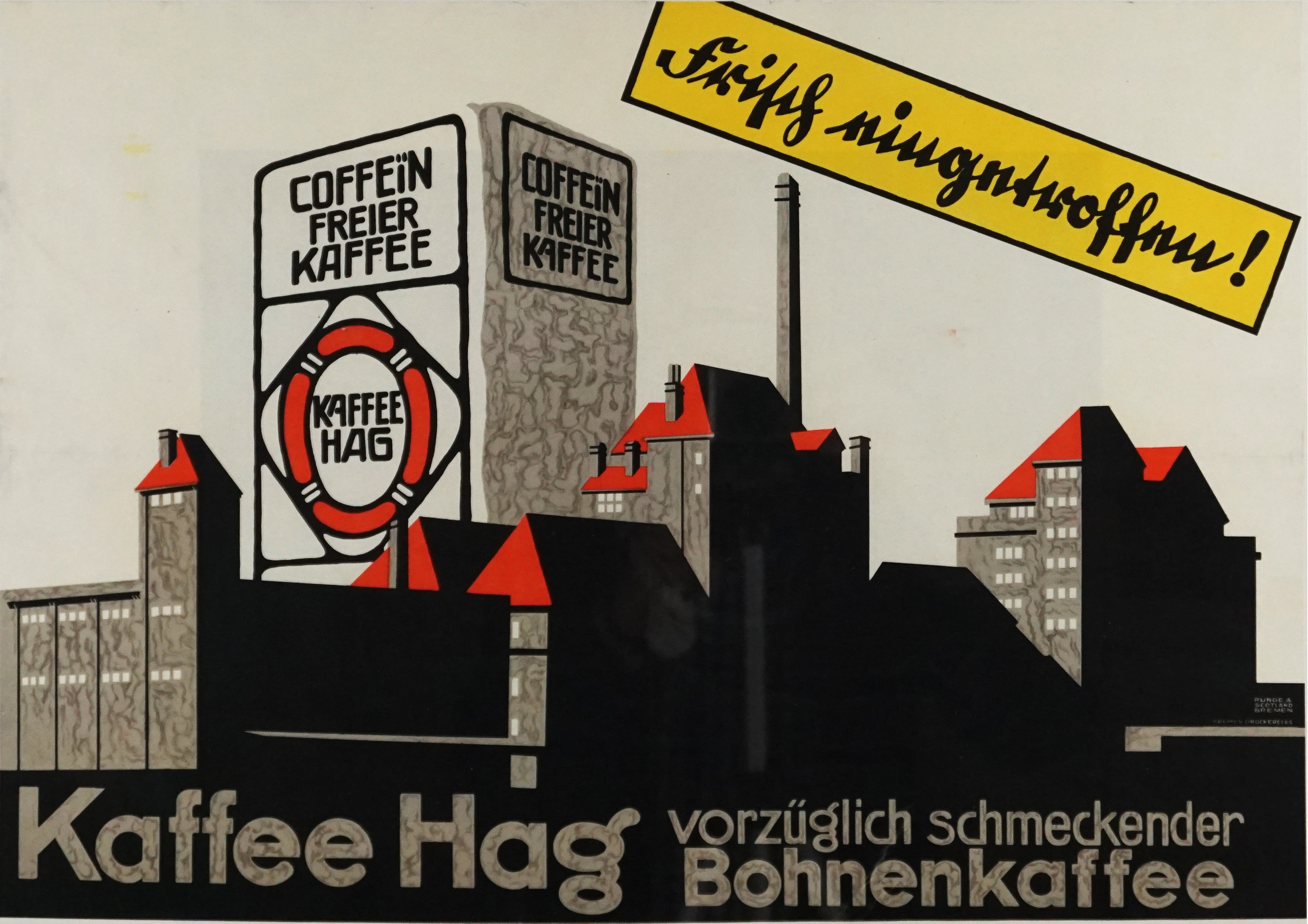
Plakat in Zusammenarbeit mit Alfred Runge für Kaffee HAG (1911)

Wilhelm Christoph Eduard Scotland (* 4. Juli 1885 in Bremen; † 20. Juni 1945 ebenda) war ein deutscher Architekt.

## Biografie
Scotland war der Sohn eines Bankkaufmanns, Er studierte nach seinem Schulbesuch an der Oberrealschule Dechanatstraße und einer Maurerlehre am Technikum Bremen (heute Hochschule Bremen). Bereits ein Jahr nach Abschluss des Studiums gründete er 1904 mit seinem Studienfreund Alfred Runge das Architekturbüro Runge & Scotland. Als Mitglied der Niedersachsenrunde und des von dieser 1904 initiierten Vereins für Niedersächsisches Volkstum öffnete sich ihnen bereits früh ein wohlhabender Kundenkreis, zu dem Ludwig Roselius, Gründer der Kaffee HAG, gehörte, der sie über fast 30 Jahre immer wieder beauftragte.
Runge & Scotland sanierten im Bremer Umland Niedersachsenhäuser und bauten von 1906 bis 1915 in und um Bremen eine Reihe von Landhäusern und Villen. Gefördert durch Lloyd-Generaldirektor Heinrich Wiegand, für den sie einen ihrer ersten Aufträge ausführten, den Umbau von dessen Landhaus Gut Hohekamp in St. Magnus, bekamen sie auch den Auftrag für eine Luxuskabine auf dem Passagierdampfer Kronprinzessin Cäcilie.
Die Architekten waren auch als Designer und Werbegrafiker tätig. Bekannt sind Entwürfe für Möbel, Stoffe und Teppiche. Ab 1911 wirkte auf Betreiben von Ludwig Roselius das Büro als künstlerischer Beirat der Kaffee HAG. Sie entwickelten das Verpackungsdesign und gestalteten Plakate und Anzeigen sowie Gebrauchsartikel, wie Kaffeegeschirr und Kaffeemaschinen. Auf der Kölner Werkbund-Ausstellung von 1914 entwarfen sie das Restaurant der Kaffee HAG im Bremen-Oldenburger Haus.
Die bekanntesten Bauten von Runge & Scotland entstanden nach dem Ersten Weltkrieg: Nach Plänen der Architekten, die der Heimatschutzbewegung nahestanden, wurden von 1923 bis 1926 in der Böttcherstraße – einer etwa 100 m langen Straße in der Bremer Altstadt, deren Gebäude von Ludwig Roselius sämtlichst erworben worden waren – das Kaffee HAG-Haus, das Haus St. Petrus und die Privatbank Bremen-Amerika Bank, heute das Haus des Glockenspiels errichtet. Die Architektur dieser Bauten sollte als ein Loblied auf die lokale Bautradition und die Schönheit und Leistungsfähigkeit des heimischen Handwerks verstanden werden, dessen Förderung sich Roselius ausdrücklich verschrieben hatte. Der Bildhauer Bernhard Hoetger schlug dann anschließend mit dem Paula-Modersohn-Becker-Haus und dem Haus Atlantis den Weg einer stark von seiner eigenen künstlerischen Idee geprägten Architektur ein, die sich deutlich von den Arbeiten Runge & Scotlands unterscheidet – jedoch ohne dass es in der Gesamtwirkung zum Bruch kommt.
Während der Zeit des Nationalsozialismus wurden insbesondere die schon seit ihrer Entstehung stark diskutierten Bauten Hoetgers in der Böttcherstraße von offizieller Seite schärfstens abgelehnt; sie wurden im Dritten Reich Zielscheibe eifernder nationalsozialistischer Kulturkritiker. Der schon immer konservative Scotland war ab 1933 dem Nationalsozialismus zugeneigt und wurde im selben Jahr Parteimitglied der NSDAP. Er war ab 1935 Leiter des Nordischen Bauhofs und ab 1937 ordentlicher Professor (bis 1944) an der Nordischen Kunsthochschule (heute Hochschule für Künste Bremen). Scotland war Baupfleger für den Gau Weser-Ems und seit 1935 Künstlerischer Leiter des Bremer Ausschusses für Grabmalkunst. Das Büro Runge & Scotland bestand noch bis 1940, jedoch zeichnete Scotland ab 1935 allein für die Entwürfe.
Scotland war Mitglied im Deutschen Werkbund.
In Bremen-Kattenturm gibt es den Scotlandweg.

## Bauten und Entwürfe (auch Innenausstattung) (1905 bis 1935 zusammen mit Alfred Runge)

Entwurf für das Landhaus Johs. Vassmer

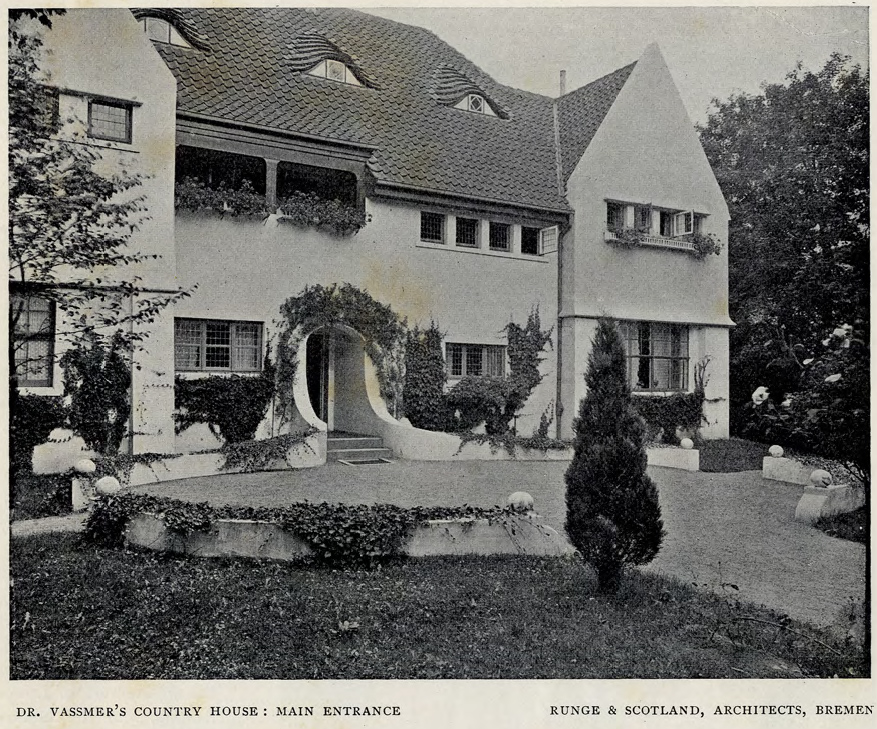
Landhaus Johs. Vassmer, Straßenseite

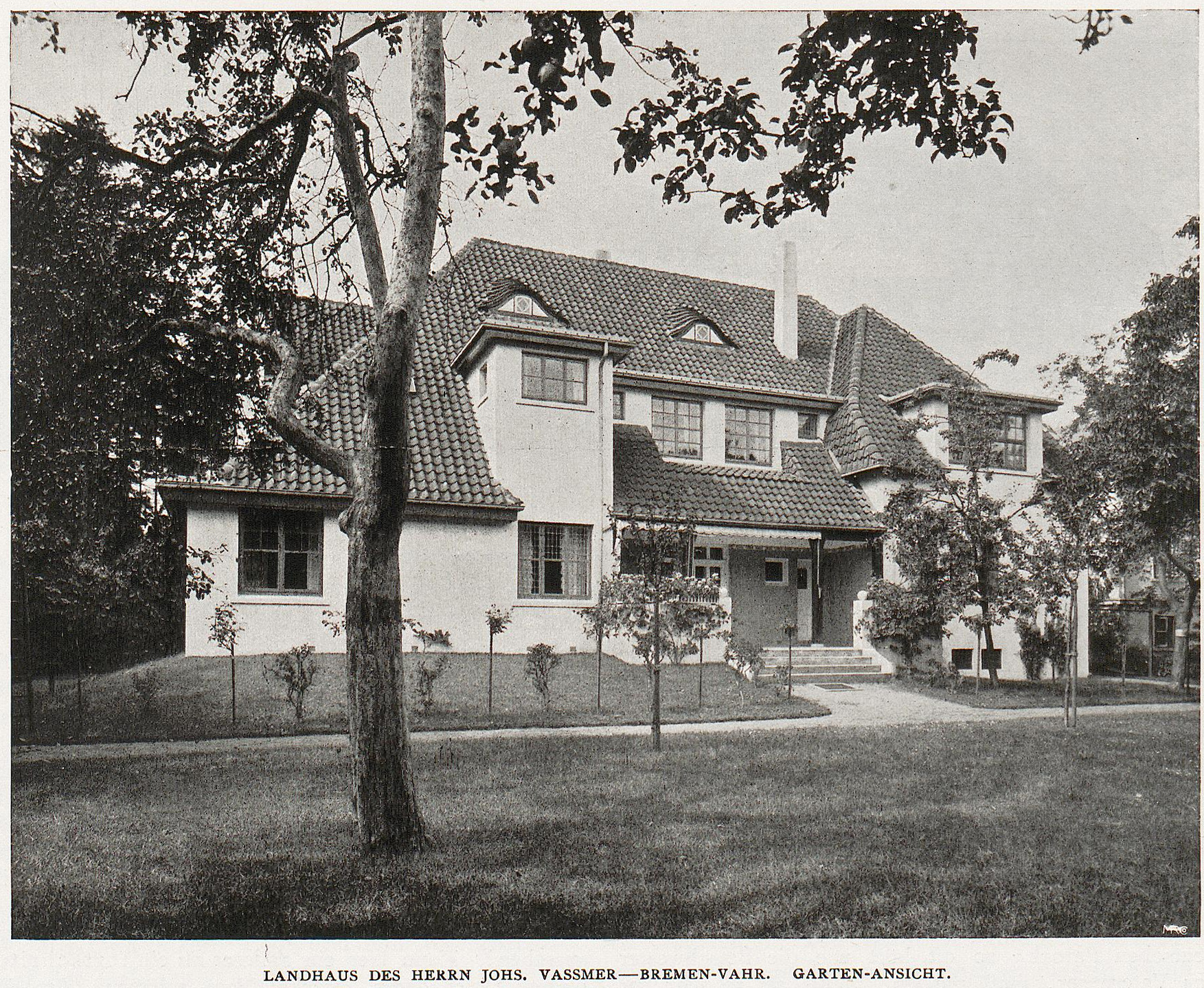
Landhaus Johs. Vassmer, stark verändert erhalten

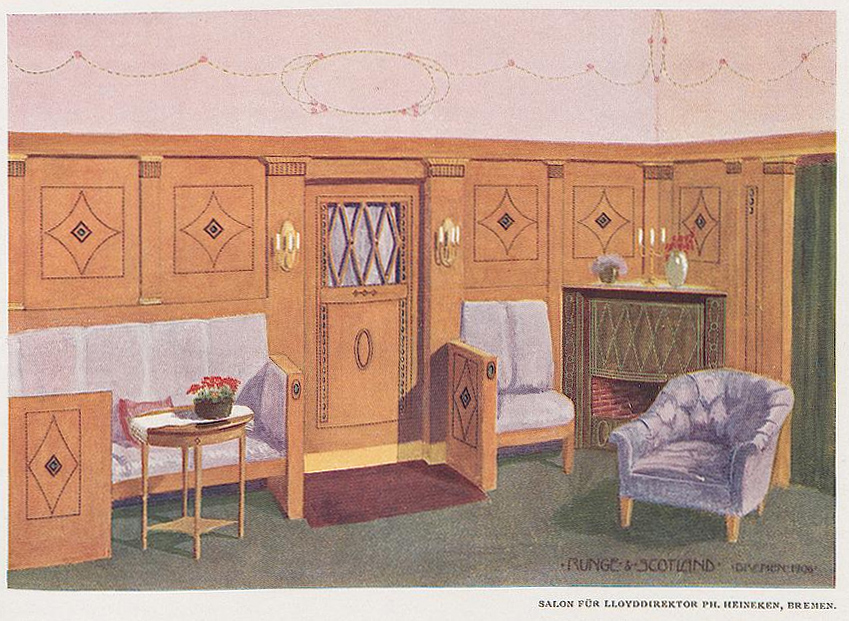
Salon für Lloyddirektor Phil. Heineken, 1907

Landhaus Dr. med. Koepp, 1908

Landhaus Wilhelm Wiegand, Schwachhauser Heerstraße 311, 1912

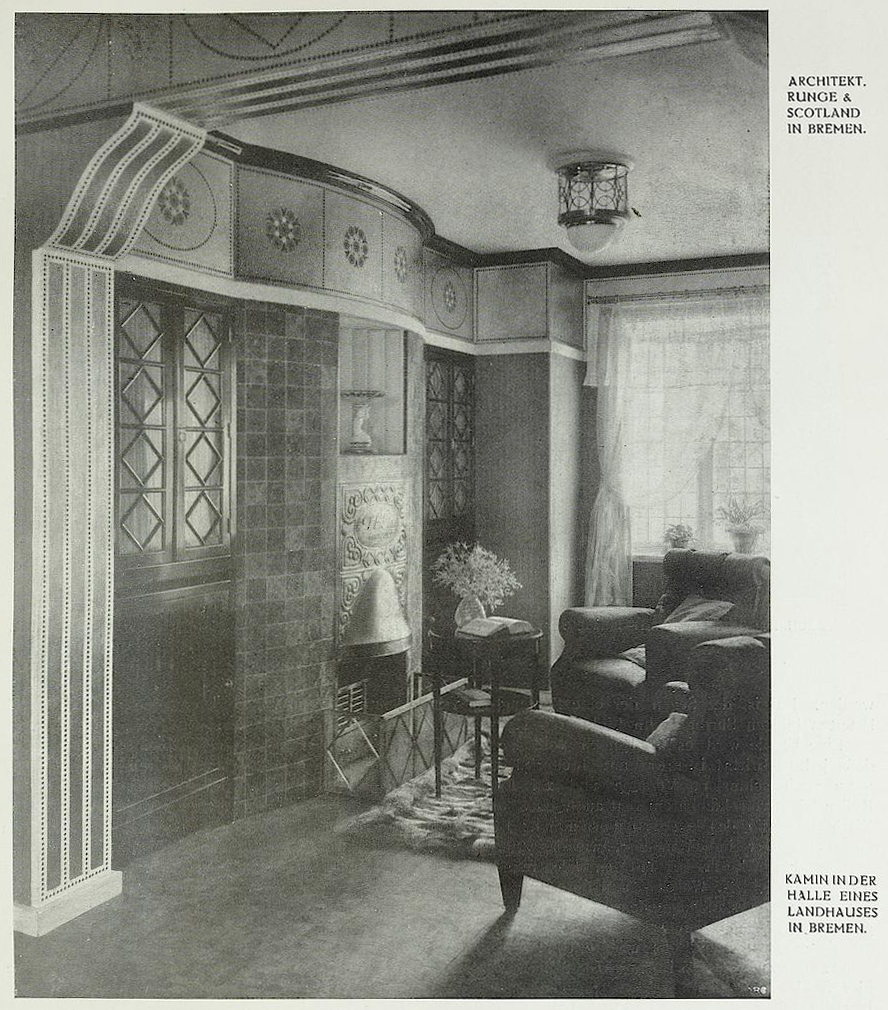
Landhaus Herbst, Kaminzimmer

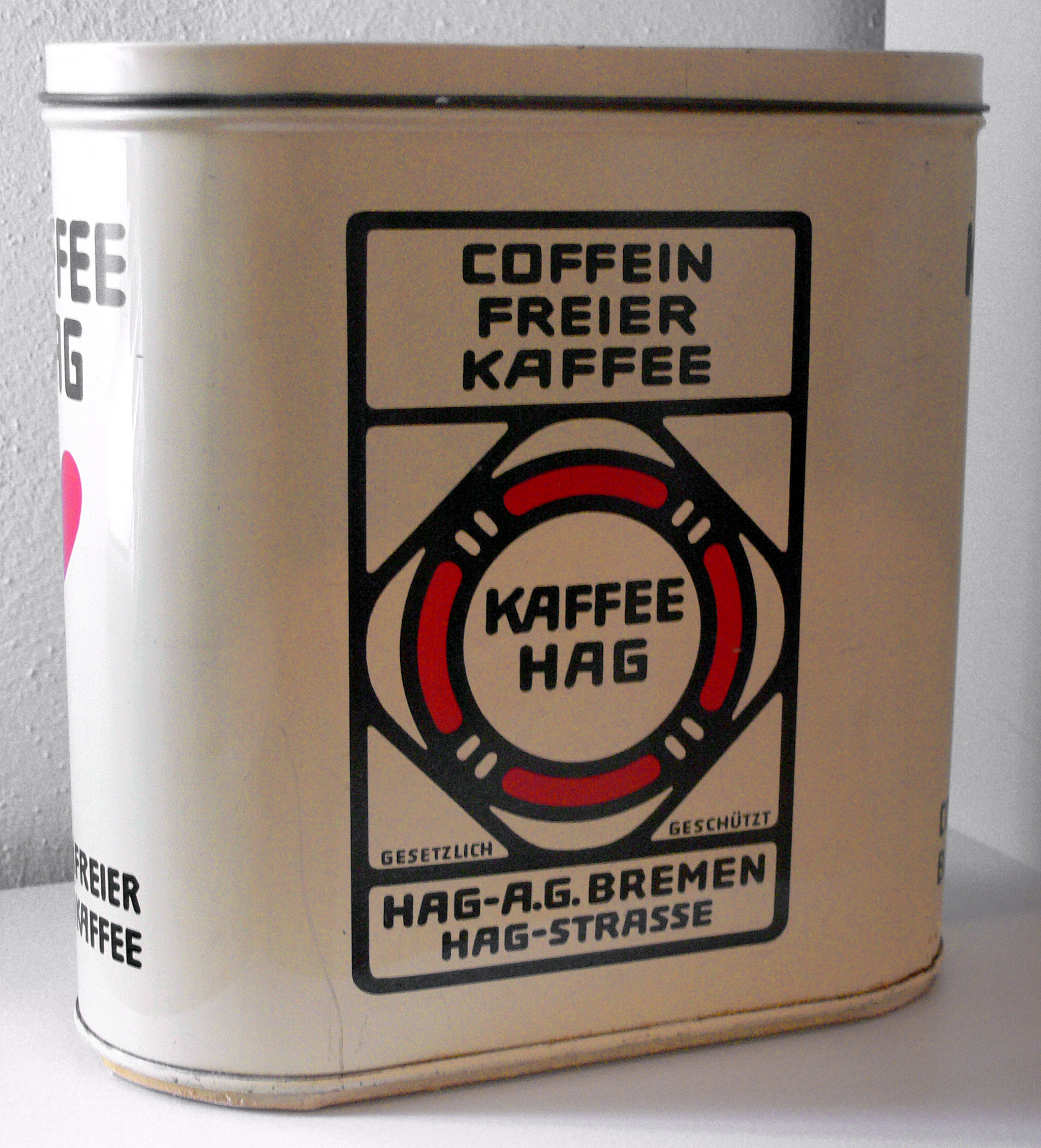
Verpackungsdesign der Kaffee HAG nach Entwurf von Runge & Scotland

- 1904: Umbau des Landhauses Kirchbachstraße 213 für die Witwe A. Scotland, seither auch Sitz des Baugeschäfts Runge & Scotland[3] (Abbruch 2014)
- 1905: Stallgebäude für Gartenarchitekt Christian H. Roselius, Georg-Gröning-Straße 104/106 in Bremen-Schwachhausen, 1925 nach Entwurf von Runge & Scotland durch Wohngeschoss ergänzt[1]
- 1906(um): Umbau des Wohnhauses Richard-Wagner-Straße 20 für Heinrich Wiegand, Bremen-Schwachhausen[4] (zerstört)
- 1906: Wohnhaus-Umbau Landgut Hohekamp, Burger Heerstraße 20, Bremen-Burglesum für Heinrich Wiegand, Generaldirektor des Norddeutschen Lloyd[1][5]
- 1906: Entwurf für eine Halle mit Treppe und eine Studie für ein Toilettenzimmer im Landhaus Rickmers, Gut Hodenberg, Bremen Oberneuland[5]
- 1906–1907: Heizungsschornstein für Haus Martinistraße 45, Bremen[6]
- 1907: Wohnhaus für den Tischlermeister B. D. Meyer in Bremen-Burg, Burger Heerstraße 23 (stark verändert erhalten)[7]
- 1907: Luxuskabine auf dem Schnelldampfer des Norddeutschen Lloyd Kronprinzessin Cecilie[8][9][10]
- 1907: Landhaus Johs. Vassmer in Bremen, Horner Heerstraße 19 (ehemals Vahr 81c); Johs. Vassmer war Teilhaber der Fa. H. W. D. Vassmer (Tabaksmakler)[3][5][11][12][13][14]
- 1907: Warteraum im Künstler-Vereinshaus (neben dem großen Konzertsaal) in Bremen, Domsheide, im Auftrag des Kaufmanns J. C. Pflüger (zerstört)[5]
- 1907: Salon und Herrenzimmer für Lloyddirektor Phil. Heineken in Bremen, Contrescarpe 137[5][12][13]
- 1907–1908: Landhaus Christoph Friese (Prokurist der Firma J. F. Kulenkamp, Getreidehandlung) in Bremen-Schwachhausen, Schwachhauser Heerstraße 317[15][11][16][17]
- 1907–1908: Doppelwohnhaus Scharnhorststraße 183/185 für Richter Hans Brandis (183) bzw. Professor Gerhard Hellmers (185)[16]
- 1908(um): Entwurf eines Schulhauses für Rhadereistedt[18]
- 1908: Atelierhaus von Runge & Scotland in Bremen, Kirchbachstraße 203[11][12][13][14]
- 1908: Landhaus für Dr. med. Koepp, gen. „Haus Martha“, in Bremen-Farge-Rekum, Rekumer Straße 11[5][12][13]
- 1908: Haus für Dr. H. in Bremen (ohne genaue Ortsangabe, Ausführung nicht gesichert)[5]
- 1908–1909: Landhaus Herbst in Bremen-Schwachhausen, Schwachhauser Heerstraße 335[19][16][13]
- 1908–1909: Doppelwohnhaus Schwachhauser Heerstraße 313/315 für Bernhard Schild (313) bzw. Eduard Scotland (315, bewohnt von 1910 bis 1913)
- 1909: Landhaus Plate in Bremen-Horn[12]
- 1909: Witwensitz für Schloss Sch. (ohne Ortsangabe)[19]
- 1909: Haus für die Witwe von Carlos Windisch (auch bez. als Haus Rudolf Willmanns), Kirchbachstraße 210[13][16][20] (1982 abgebrochen)
- 1910: Toranlage für den Heidehof in Varel bei Scheeßel; Grundriss eines Bauernhauses, Vorder-, Seiten- und Hinteransicht, 1:100[21]
- 1910: Entwürfe für ein Landhaus für Regierungsrat Dr. jur. Kurt Dronke in Bremen, Kirchbachstraße 208 (abgebrochen)[22][23]
- 1910–1911: Haus für den Kapitän Wilhelm Bartling in Bremen, Kirchbachstraße 208a[24]
- 1911: Landhaus für Johannes Surmann (Direktor der Kaffee HAG) in Bremen-Schwachhausen, Schwachhauser Heerstraße 319[25][13][26]
- um 1911: Klubhaus für den Klub zur Vahr
- 1911: Clubhaus für die Kaffee HAG auf der Internationalen Hygiene-Ausstellung Dresden[1][27][28]
- 1911: Umbau des Landhauses „Villa Ruhe“ für den Kaufmann Georg Diedrich Faber, dann „Haus Landeck“, in Bremen-Burglesum, Gut Weilen 9A[29]
- 1912: Landhaus für Dr. jur. Wilhelm Wiegand in Bremen-Schwachhausen, Schwachhauser Heerstraße 311[30]
- 1912: Villa Trost in Bremen-Burglesum, Lesmonastraße 3
- 1912: Wohnhaus Orleansstraße 38 in Bremen-Schwachhausen (zerstört, 1949 Wiederaufbau unter Verwendung der erhaltenen Fassade)
- 1912–1913: Umbau des Wohnhauses von Ludwig Roselius in Berlin[1][31]
- 1912–1913: Haus Kissling in Bremen-Horn, Deliusweg 30 (erhalten)[16]
- 1913–1914: Haus Wiedemann in Bremen-Schwachhausen, Schwachhauser Heerstraße 163
- 1914: Restaurant der Kaffee HAG auf der Werkbundausstellung in Köln ()[32][33][34]
- 1914: Gartenmöbel für die Werkbundausstellung in Köln[35][36][37]
- 1914: Ladengeschäft der Kaffee HAG in Wien[16]
- um 1914: Landhaus in Bremen-Vahr[16]
- um 1914: Halle im Haus von C. W. Smit in Bremen (nur Zeichnungen veröffentlicht)[38]
- um 1915: Wohnhaus für Herrn O. M. in Bremen[39]
- 1916: Umbau des Wohnhauses Osterdeich 3 / Bleicherstraße 25 für Ludwig Roselius[40]
- 1922: Haus für den Kaufmann Nicolaus Lüning (Teilhaber der Im- und Exportfirma J. N. Lüning & Co.) in Bremen-Schwachhausen, Schwachhauser Heerstraße 165
- 1922–1924: Umbau zweier Packhäuser zum Haus des Glockenspiels für die Bremen-Amerika-Bank der Kaffee HAG in Bremen, Böttcherstraße 4/5 (Innenausstattung durch Kriegsschaden verloren)[41]
- 1923–24: Umbau des barocken Wohn- und Kontorhauses Wachtstraße 32 in Bremen zum Haupteingang der Bremen-Amerika-Bank[41]
- 1923: Wohnhäuser Orleansstraße 44/46/48/50/52 in Bremen-Schwachhausen
- 1923–1924: Kontorhaus Martinistraße 8 in Bremen (später in das Haus Atlantis integriert)[6]
- 1924: Doppelgarage mit Chaffeurwohnungen für den Kaufmann Otto Bohlmann in Bremen-Schwachhausen, Carl-Schurz-Straße 30a (ehem. Bürgermeister-Smidt-Straße; 2015 abgebrochen)
- 1924: Wohnhaus Orleansstraße 42, 42a
- 1924–1926: Wohnhaus Orleansstraße 42 (1936 um Garage im Souterrain ergänzt)
- 1924–1927: HAG-Haus, Böttcherstraße 7, und Haus St. Petrus, Böttcherstraße 3/5, in Bremen (1931–1932 Umgestaltung des Nebeneingangs des Hauses St. Petrus unter Verwendung von Renaissancefiguren; nach Beschädigung im Zweiten Weltkrieg vereinfacht wiederaufgebaut)[42]
- 1924–1927: Wohnhäuser für D. W. Herbst in Bremen-Schwachhausen, Schwachhauser Ring 18/20[43]
- 1924–1927: Dreihäusergruppe in Rickmers Park, Marcusallee 49/53
- 1925: Bebauung Dijonstraße 4/6/8/10 in Bremen-Schwachhausen
- vor 1925: Landhaus in Bramsche bei Osnabrück[44]
- 1925: Wohnhäuser Schwachhauser Ring 6 bis 16
- 1925–1927: Doppelvilla Schwachhauser Ring 2/4 in Bremen-Schwachhausen[45]
- 1926–1928: Haus Runge in Bremen-Schwachhausen, Kirchbachstraße 213A
- 1927: Waldhaus Birkenheide bei Ganderkesee (errichtet als Schule für Körperbildung und Atemgymnastik, ab 1932 Jugendherberge Birkenheide; 1992 durch Feuer zerstört)[46][47]
- 1927–1928: Wohnhaus Marcusallee 5 (1981 abgebrochen)
- 1928: Wohnhäuser Orleansstraße 7/9/11/13 in Bremen-Schwachhausen
- 1928: Wohnhaus für Landgerichtspräsident Dr. Adolf Meyer in Bremen-Schwachhausen, Unter den Eichen 4
- 1929: Anbau von Terrasse und Veranda an das Wohnhaus Großgörschenstraße 14 in Bremen-Schwachhausen (1934 Einbau eines Zimmers im Dachgeschoss und Erkerausbau; zerstört)
- 1933: Haus Janssen in Bremen-Horn-Lehe, Alten Eichen 15[48]
- 1933: Umbau des Instituts für Gesundheit und Leistung in Bremen, Martinistraße 46/47 (in Kooperation mit Bauabteilung Böttcherstraße unter Leitung von Karl von Weihe; zerstört)[6]
- 1933–1934: Haus für Ihno Fimmen in Bremen-Schwachhausen, Unter den Eichen 6
- 1934–1935: Wohnhaus für Anna Beck in Bremen-Schwachhausen, Unter den Eichen 8[48]
- um 1936: Ferienhaus bei Bremen[48][49]
- um 1936: Jagdhaus in der Heide[48]
- 1936(um): Haus für einen Kapitän[48]
- um 1936: Landhaus in Dötlingen[48]
- um 1936: Landhaus im Park[48]
- um 1936: Entwurf eines Kleinwohnhauses[48]
- um 1936: Entwurf eines Landhauses bei Bremen[48]
- um 1936: Gartenhof eines Wohnhauses[48]
- 1936–1937 Wohnhäuser für Frau Gussy Marlour und Frau Milly Kuhlmann in Bremen-Schwachhausen, Schwachhauser Ring 2A/2B
- um 1938: Landhaus Marcusallee 63 in Bremen-Horn-Lehe[1][50]
- 1939–1940: HJ-Heim Farge-Rekum, Rekumer Straße 2[1][51]
- um 1940: Hof von Garbade im Bremer Blockland, Wummensiede 5[52]
- 1942: Wiederaufbau des Tabkenhof in Dötlingen[4]

## Illustrative Arbeiten

Titelblatt der Zeitschrift Niedersachsen, August 1901

„Was so ein altes Niedersachsenhaus alles erleben muss“, Satire von Eduard Scotland in der Zeitschrift Niedersachsen 1910

- ab 1900 in Zeitschrift Niedersachsen, Halbmonatsschrift für Geschichte, Landes- und Volkskunde, Sprache und Literatur Niedersachsens[1]

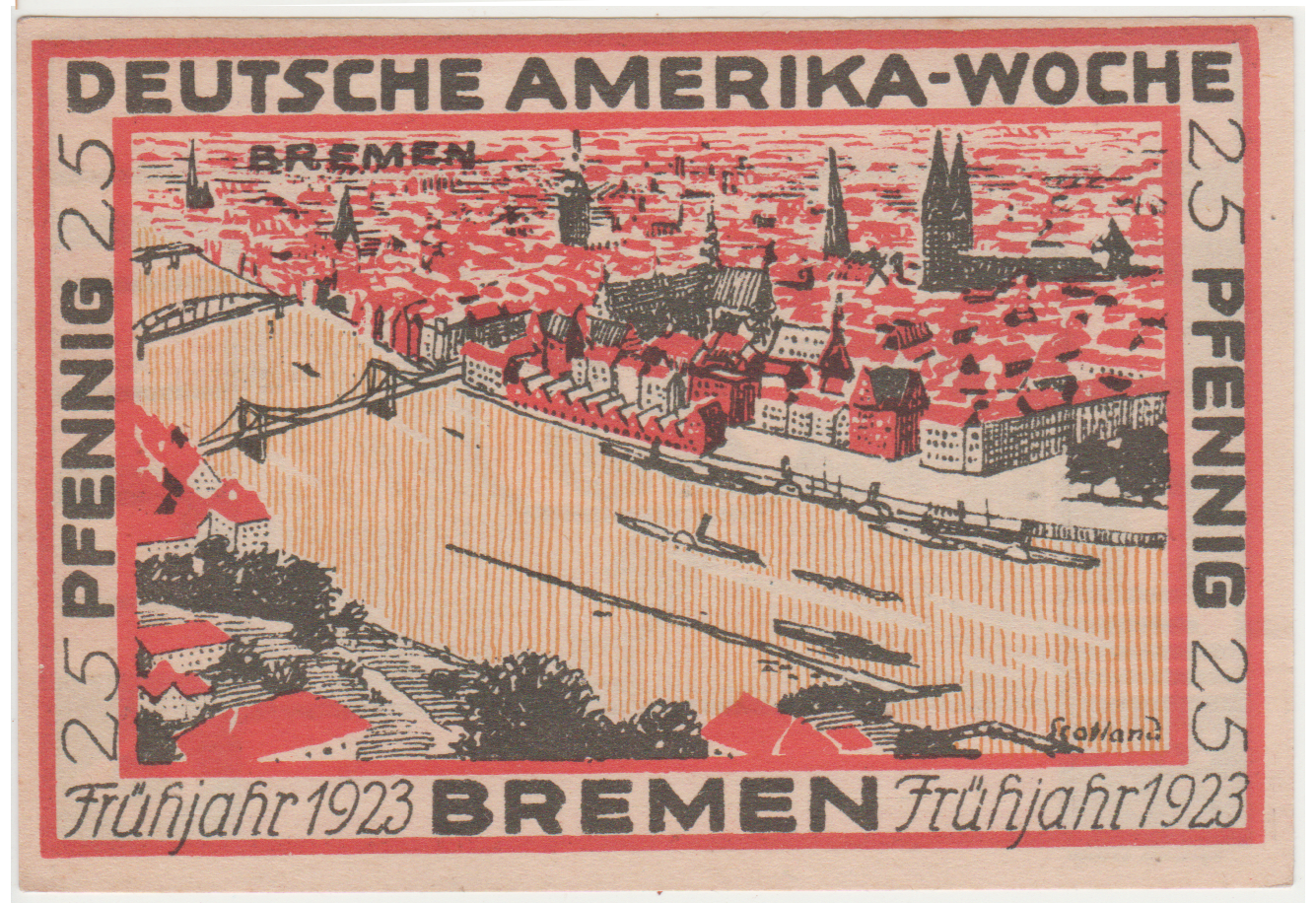
Illustrationen von E. Scotland auf Notgeldscheinen aus Bremen, von 1923.
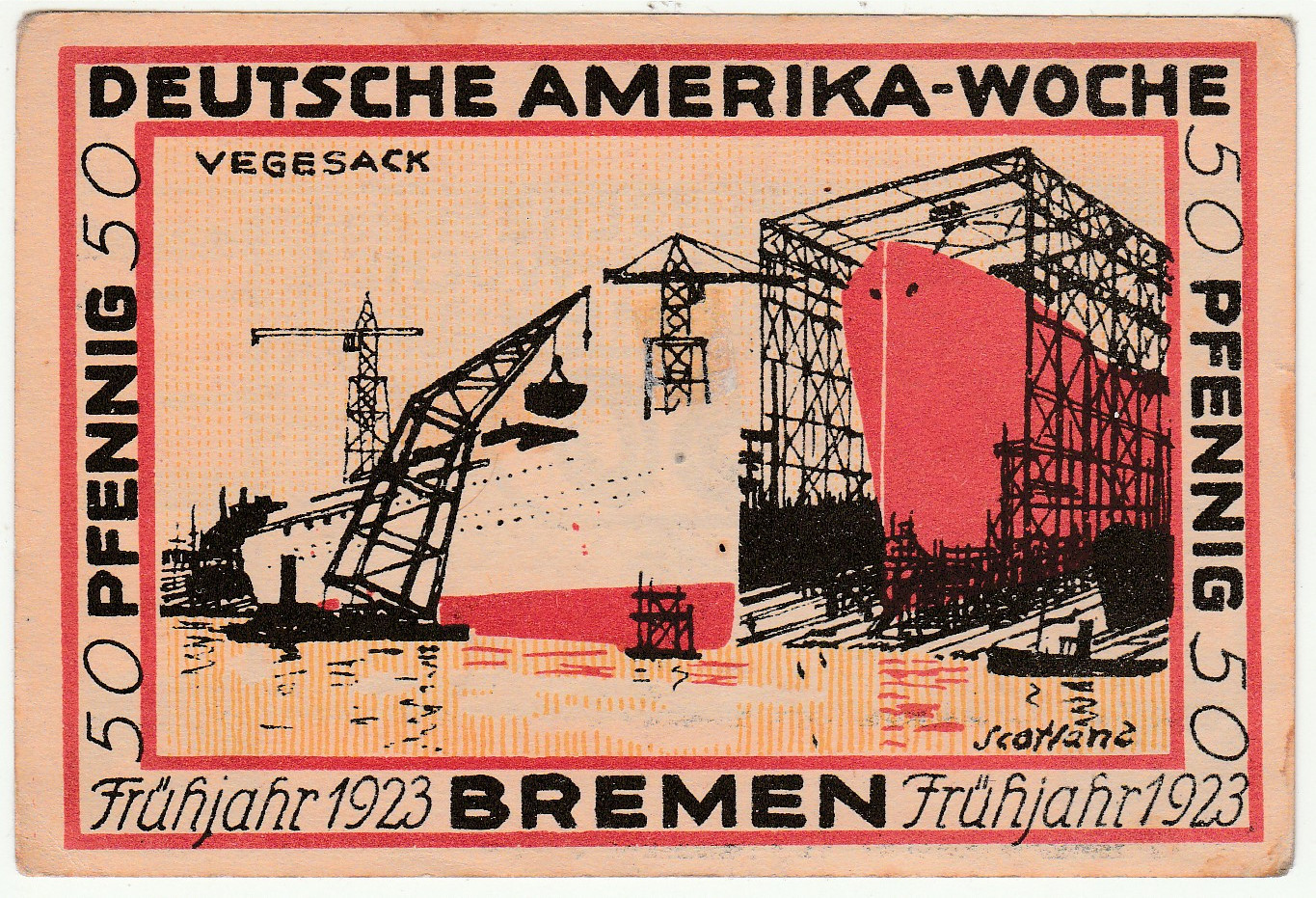
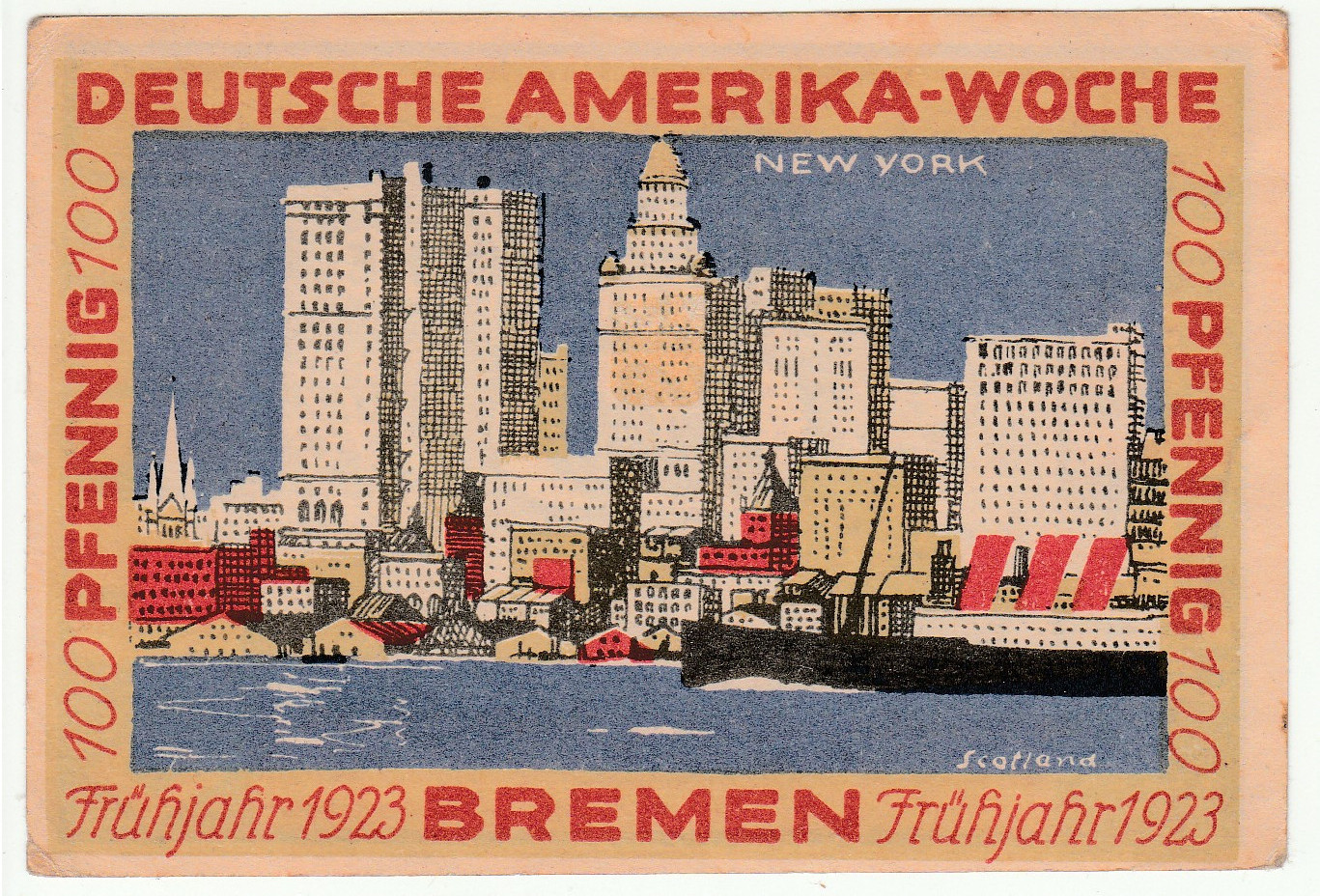

## Ausstellung
- Eduard Scotland (1885–1945). Architekt + Gestalter. Beispiele aus seinem Schaffen für Kaffee HAG und die Böttcherstraße.
Crusoe-Halle, Böttcherstraße Bremen, vom 4. Juli bis 31. August 1985